# إتش سانفورد رايلي
إتش سانفورد رايلي هو شخصية أعمال ومحامي كندي، ولد في 1951.

## وصلات خارجية
- إتش سانفورد رايلي على موقع أوليمبيديا (الإنجليزية)
- إتش سانفورد رايلي على موقع اللجنة الأولمبية الكندية (الإنجليزية)

- إتش سانفورد رايلي على موقع إن إن دي بي (الإنجليزية)